# Niso stenomphala
Niso stenomphala is een slakkensoort uit de familie van de Eulimidae. De wetenschappelijke naam van de soort is voor het eerst geldig gepubliceerd in 1950 door Kuroda & Habe.